# إدارة المطاعم
إدارة المطاعم (بالإنجليزية: Restaurant management)‏ هي المهنة التي تركز على فنون الإدارة والتشغيل في قطاع الضيافة. يتوفر هذا المجال من خلال برامج أكاديمية متنوعة، تشمل درجات الدبلوم الجامعي والبكالوريوس والدراسات العليا، وتُقدَّم في كليات المجتمع والكليات الصغيرة وبعض الجامعات في الولايات المتحدة.
أحد الأنظمة الهرمية لتنظيم طاقم مطبخ المطعم هو نظام لواء المطبخ الذي طوره أوغست إسكوفييه (1846–1935).